# 리처드 라이트 (작가)

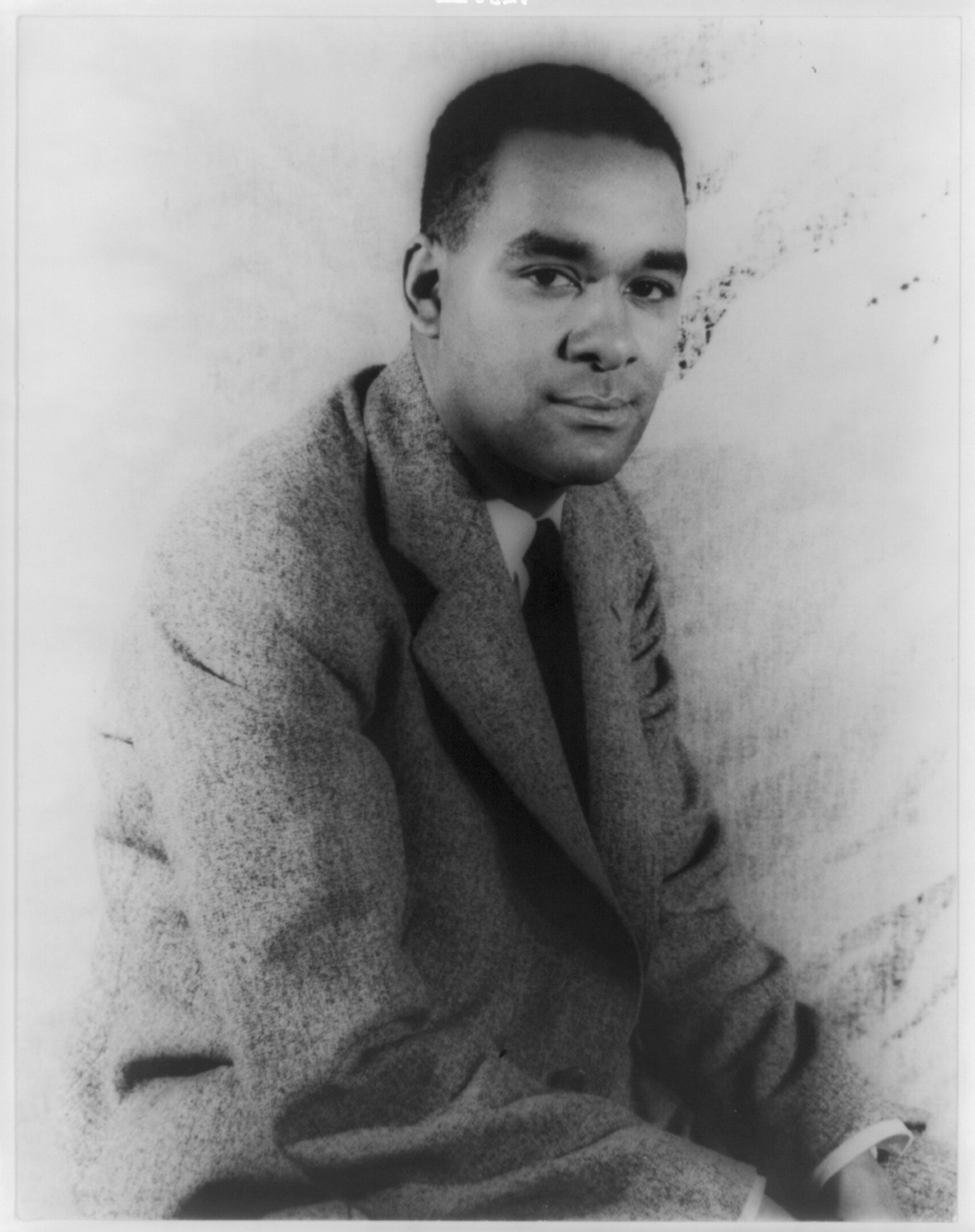
리처드 라이트

리처드 라이트(Richard Wright, 1908년~1960년)는 미국의 소설가로, 미시시피주 나체즈 출신의 흑인작가이다. 양친의 불화로 교육도 받지 못하고 식당 종업원 노릇을 했다. 어느날 신문지상을 통하여 멩켄을 알게 되고 그 후 크레인, 톨스토이에게 마음이 끌렸다. 백인에의 항의소설 <흑인의 아들>(1940)로 인정을 받고, 자서전<흑인 소년>(1945)으로 흑인 차별의 현실을 폭로하여 흑인의 권리를 주장했다. 그러나 <아웃 사이더>(1953), <오랜 꿈>(1958)에서 항의문학으로부터 보편적 세계를 다루게 되었다. 그러나 에세이 <검은 힘>(1954), <백인이여 들어라>(1957)등 끝까지 흑인으로서 평등의 권리를 주장한 명작을 썼다.